# 하야시 후미코
하야시 후미코(일본어: 林 芙美子, 1903년 12월 31일 ~ 1951년 6월 28일)는 일본의 작가, 소설가이자 시인이다. 쇼와 시대 여성 문학의 대표적인 저자이며, 대표작으로 《밥》(めし), 《방랑기》(放浪記), 《뜬구름》(浮雲) 등이 있다.

## 생애
하야시 후미코는 1903년 12월 31일생으로 가고시마시에 기록되어 있으나 본인은 5월 5일 시모노세키시에서 태어났다고 한다. 아버지인 미야다 마타로(宮田 麻太郎)와 어머니인 키쿠(キク) 사이에서 태어났으나 외숙부의 호적에 들어가 하야시 후미코(林 芙美子)가 되었다. 양부인 사와이 키사부로(沢井 喜三郎)와 어머니를 따라 유랑하다 1914년 후쿠오카현 노가타시에서 살았다. 1918년 오노미치시립고등여학교(尾道市立高等女学校)에 진학했다. 1922년 도쿄에 상경했다.
1928년 2월 하세가와 시구레의 동인지 《여인예술》(女人芸術)에 시 〈수수밭〉(黍畑)을 싣고, 10월부터 이듬해 10월까지 《방랑기》를 연재하며 작가로서 인기를 얻었다. 1931년 조선, 시베리아를 거쳐 파리로 여행하며 기행문을 연재했으며 1932년 6월에 귀국했다. 1937년부터 난징 전투, 한커우에서 종군기자로 일하고 1942년 10월부터 이듬해 5월까지 육군 보도부 보도반원으로 싱가포르, 자바, 보르네오 등지에 머물렀다. 1944년부터 나가노현에 소개되었으며, 전후인 1945년 10월 도쿄 시모오치아이(下落合)에 귀경했다.
1951년 6월 28일 심장마비로 사망했다. 7월 1일 가와바타 야스나리를 장례위원장으로 하여 자택에서 고별식이 열렸다. 하야시의 생가는 현재 신주쿠구립 하야시 후미코 기념관(新宿区立林芙美子記念館)으로 쓰이고 있다.